# Tim Armstrong
Tim Armstrong (Timothy Lockwood Armstrong) ur. 25 listopada 1966 – amerykański gitarzysta i wokalista punkowy.
Urodził się w Berkeley w Kalifornii. Jego ojciec był alkoholikiem. Ma dwóch starszych braci. W wieku 9 lat zaczął przejawiać zainteresowania muzyczne (zwłaszcza punkiem).
Od 1987 r. był członkiem ska-punkowego zespołu Operation Ivy (występował tam pod pseudonimem „Lint”). W 1989 Operation Ivy zakończyła swą działalność. Później Tim grał w dwóch innych zespołach punkowych – Dance Hall Crashers i Downfall. Od 1991 r. występuje w zespole Rancid.
Jest założycielem Hellcat Records, grał także w The Transplants razem z Robem Astonem i Travisem Barkerem (Blink-182). Tim jest także autorem tekstów kilku innych muzyków m.in. Pink, Gwen Stefani, a także grupy Lars Frederiksen and The Bastards, założonej przez jego kolegę z zespołu – Larsa. W 1997 roku Armstrong ożenił się z Brody Dalle z zespołu The Distillers. W 2003 r. rozwiedli się.
W młodzieńczych latach przedawkował dwukrotnie narkotyki, ale powrócił do pełni zdrowia. Cechą charakterystyczną Tima jest jego mocno zachrypnięty głos.
W 2011 roku pod pseudonimem Tim Timebomb stworzył musical „Tim Timebomb's Rock'n'roll Theater” emitowany przez serwis Vevo. Premiera odbyła się 21 października. Główną rolę zagrał Lars Frederiksen, pośród występujących znalazł się również Davey Havok z AFI.
Jest autorem logo zespołu Insaints.